# Jug je moja dežela
Jug je moja dežela (portugalsko O Sul é o Meu País) je separatistično gibanje, ki zahteva neodvisnost brazilske južne regije, ki jo tvorijo regije Paraná, Rio Grande do Sul in Santa Catarina.

## Gibanje
Gibanje je nastalo med drugim separatističnim kongresom leta 1992 v Laguni, ustanovil ga je prostozidar in nekdanji župan mesta  Adílcio Cadorin. Zagovarja koncept samoodločbe narodov in ne predstavlja politične stranke, čeprav so njeni ustanovitelji neposredno povezani s politiko. Sedež gibanja je v Curitibi, predsednik pa je Celso Deucher.
Njeni zagovorniki trdijo, da imajo države Santa Catarina, Paraná in Rio Grande do Sul posebne in ločene značilnosti od preostale Brazilije, zato zahtevajo pravico do politične, gospodarske, socialne in kulturne samoodločbe, ki temelji na pričakovanju samooskrbe, da bolje usmerja sredstva države v upoštevanje njenih regionalnih posebnosti.
Uradni simboli gibanja vključujejo tri zvezde, ki predstavljajo Paraná, Santa Catarina in Rio Grande do Sul.

### Neuradni referendumi
1. oktobra 2016 je potekal neuradni plebiscit. Volivci so bili vprašani, ali se želijo odcepiti od Brazilije in ustanoviti novo državo s tremi državami. Skupaj je bilo preštetih 616.917 glasov (kar predstavlja manj kot 3 % števila registriranih volivcev v teh državah), pri čemer je dobrih 95 % glasovalo za odcepitev. Pobudniki so upali, da bodo privabili milijon volivcev v vseh treh brazilskih državah.
| Država            | glasov ZA | %     | glasov PROTI | %     | Udeležba (absolutna) | Registrirani volivci | Udeležba (relativna) |
| ----------------- | --------- | ----- | ------------ | ----- | -------------------- | -------------------- | -------------------- |
| Paraná            | 21.361    | 88,82 | 2.690        | 11,18 | 24.051               | 7.869.450            | 0,31                 |
| Rio Grande do Sul | 311.356   | 97,21 | 8.924        | 2,79  | 320.280              | 8.362.830            | 3,83                 |
| Santa Catarina    | 257.947   | 94,63 | 14.639       | 5,37  | 272.586              | 4.985.048            | 5,47                 |
| Skupaj            | 590.664   | 95,74 | 26.253       | 4,26  | 616.917              | 21.217.328           | 2,91                 |